# Mark Warner
Mark Robert Warner (Indianapolis, Indiana, 15 december 1954) is een Amerikaans politicus van de Democratische Partij. Hij is sinds 2009 senator voor Virginia. Van 2002 tot 2006 was hij gouverneur van diezelfde staat.

## Biografie

### Jeugd
Warner werd geboren in Indianapolis (Indiana) als zoon van Robert en Marge Warner. Hij heeft één jongere zus Lisa Warner.
Hij groeide op in de staat Illinois en later in Connecticut alwaar hij Rockville High School bezocht. In 1977 studeerde hij af aan de George Washington-universiteit in Washington, D.C met de titel Bachelor of Arts.

### Carrière
Warner begon zijn carrière in de jaren 80 als medewerker van senator Christopher Dodd. In 1984 trouwde hij met Lisa Collins met wie hij drie kinderen zou krijgen. In 1996 daagde hij senator John Warner uit voor zijn zetel in de Amerikaanse Senaat. Dit leverde de strijd Warner VS Warner op. Warner verloor de strijd en John Warner behield zijn zetel. 
In 2001 deed hij mee aan de verkiezing voor gouverneur van de staat Virginia. Hij versloeg Republikein Mark Earley. Zijn termijn als Gouverneur liep af in 2006. Nadat zijn termijn was afgelopen werd er gespeculeerd dat hij mee zou doen aan de Amerikaanse presidentsverkiezingen van 2008 maar op 13 september 2007 kondigde hij aan dat hij een gooi zou doen naar de Amerikaanse Senaat. 
Zittend senator John Warner kondigde aan dat hij geen nieuw termijn zou zoeken. De Republikeinse kandidaat was ook een oud-gouverneur van Virginia Jim Gilmore. Op 20 november 2008 werd bekend dat Warner Gilmore ruim had verslagen en nieuwe senator voor Virginia werd. Op 3 januari 2009 werd Warner ingezworen als senator.
Alabama: Tuberville (R) · Britt (R)
Alaska: Murkowski (R) · Sullivan (R)
Arizona: Kelly (D) · Gallego (D)
Arkansas: Boozman (R) · Cotton (R)
Californië: Padilla (D) · Schiff (D)
Colorado: Bennet (D) · Hickenlooper (D)
Connecticut: Blumenthal (D) · Murphy (D)
Delaware: Coons (D) · Blunt Rochester (D)
Florida: R. Scott (R) · Moody (R)
Georgia: Ossoff (D) · Warnock (D)
Hawaï: Schatz (D) · Hirono (D)
Idaho: Crapo (R) · Risch (R)
Illinois: Durbin (D) · Duckworth (D)
Indiana: Young (R) · Banks (R)
Iowa: Grassley (R) · Ernst (R)
Kansas: Moran (R) · Marshall (R)
Kentucky: McConnell (R) · Paul (R)
Louisiana: Cassidy (R) · Kennedy (R)
Maine: Collins (R) · King (O)
Maryland: Van Hollen (D) · Alsobrooks (D)
Massachusetts: Warren (D) · Markey (D)
Michigan: Peters (D) · Slotkin (D)
Minnesota: Klobuchar (D) · Smith (D)
Mississippi: Wicker (R) · Hyde-Smith (R)
Missouri: Hawley (R) · Schmitt (R)
Montana: Daines (R) · Sheehy (R)
Nebraska: Fischer (R) · Ricketts (R)
Nevada: Cortez Masto (D) · Rosen (D)
New Hampshire: Shaheen (D) · Hassan (D)
New Jersey: Booker (D) · Kim (D)
New Mexico: Heinrich (D) · Luján (D)
New York: Schumer (D) · Gillibrand (D)
North Carolina: Tillis (R) · Budd (R)
North Dakota: Hoeven (R) · Cramer (R)
Ohio: Moreno (R) · Husted (R)
Oklahoma: Lankford (R) · Mullin (R)
Oregon: Wyden (D) · Merkley (D)
Pennsylvania: Fetterman (D) · McCormick (R)
Rhode Island: Reed (D) · Whitehouse (D)
South Carolina: Graham (R) · T. Scott (R)
South Dakota: Thune (R) · Rounds (R)
Tennessee: Blackburn (R) · Hagerty (R)
Texas: Cornyn (R) · Cruz (R)
Utah: Lee (R) · Curtis (R)
Vermont: Sanders (O) · Welch (D)
Virginia: Warner (D) · Kaine (D)
Washington: Murray (D) · Cantwell (D)
West Virginia: Moore Capito (R) · Justice (R)
Wisconsin: Johnson (R) · Baldwin (D)
Wyoming: Barrasso (R) · Lummis (R)
(D): Democraat · (R): Republikein · (O): Onafhankelijk
- Gemeinsame Normdatei: 1176072706
- International Standard Name Identifier: 0000 0000 4194 8798
- Library of Congress Control Number: no2002015937
- SNAC: w63f7fvg
- Biographical Directory of the United States Congress: W000805
- Virtual International Authority File: 66133217
- WorldCat: E39PBJdGHjkvGPgQdPWtXPt9Xd